# One Market Plaza
One Market Plaza es un complejo de tres edificios de oficinas en 1 Market Street a lo largo del Embarcadero de la ciudad de San Francisco, en el estado de California (Estados Unidos). El histórico Southern Pacific Building de 11 pisos, también conocido como "The Landmark", se completó en 1916 y se incorporó al desarrollo en 1976 que incluye la Spear Tower de 43 pisos y 172 m y la torre de 27 pisos, Torre Steuart de 111 m. El complejo fue diseñado por Welton Becket and Associates y renovado en 1996 por el estudio de arquitectos César Pelli & Associates Architects. En la primavera de 2014 comenzó una nueva renovación, que se completó en 2016.
Después de la fusión de Southern Pacific con Union Pacific, el edificio Landmark se vendió a The Martin Group en 1997 por 50 millones de dólares, después de que fracasaran los planes de otro desarrollador para convertir el edificio en un hotel. Una renovación de 88 millones de dólares trajo comodidades modernas como aire acondicionado y agua caliente al edificio. Más tarde albergó la sede de Del Monte Foods durante diez años en los tres pisos superiores del edificio.